# Audunfjellet
Audunfjellet är ett berg i Antarktis. Det ligger i Östantarktis. Norge gör anspråk på området. Toppen på Audunfjellet är 460 meter över havet, eller 152 meter över den omgivande terrängen. Bredden vid basen är 0,68 km.
Terrängen runt Audunfjellet är platt österut, men västerut är den kuperad. Trakten är obefolkad. Det finns inga samhällen i närheten.